# Gouradjé
Gouradjé (auch: Gouragé, Gourajé, Gourjaé) ist ein Dorf in der Stadtgemeinde Tessaoua in Niger.

## Geographie

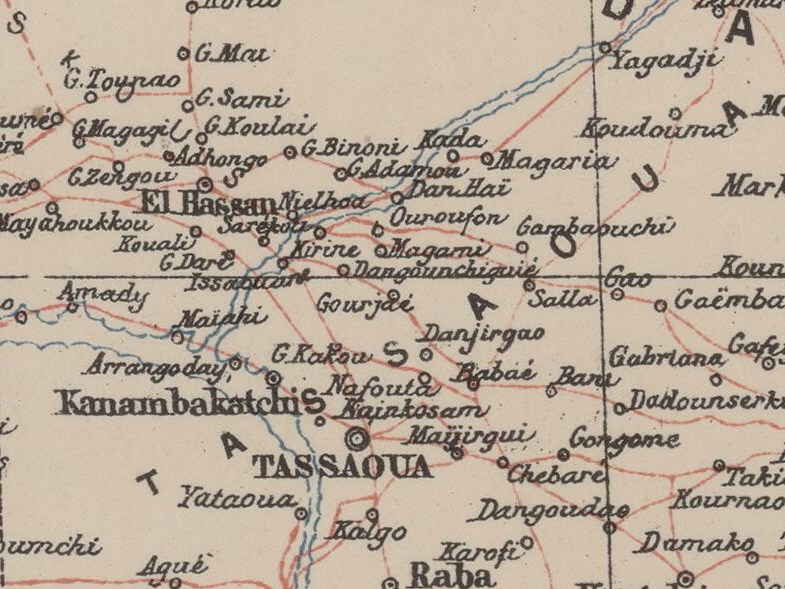
Ausschnitt einer Karte von 1903 mit Gouradjé (Gourjaé) im Zentrum

Das von einem traditionellen Ortsvorsteher (chef traditionnel) geleitete Dorf befindet sich rund 22 Kilometer nordöstlich des urbanen Zentrums von Tessaoua, der Hauptstadt des gleichnamigen Departements Tessaoua in der Region Maradi. Zu den Siedlungen in der näheren Umgebung von Gouradjé zählen Yamboyé im Norden, Maïguizaoua im Nordosten, Dan Djirgaou im Südosten und Zaroumèye im Südwesten.
Es herrscht das Klima der Sahelzone vor, mit einer durchschnittlichen jährlichen Niederschlagsmenge zwischen 300 und 400 mm.

## Bevölkerung
Bei der Volkszählung 2012 hatte Gouradjé 3966 Einwohner, die in 494 Haushalten lebten. Bei der Volkszählung 2001 betrug die Einwohnerzahl 2907 in 371 Haushalten und bei der Volkszählung 1988 belief sich die Einwohnerzahl auf 1810 in 233 Haushalten.
Die Bevölkerungsdichte in diesem Gebiet ist für nigrische Verhältnisse hoch.

## Wirtschaft und Infrastruktur
Das Gebiet der Ebenen im südlichen Teil der Region Maradi, in dem Gouradjé liegt, ist von einer anhaltenden Degradation der ackerbaulichen Flächen gekennzeichnet, die mit der hohen Bevölkerungsdichte in Zusammenhang steht. Im Dorf ist ein Gesundheitszentrum des Typs Centre de Santé Intégré (CSI) vorhanden. Es gibt eine Schule. Als staatliche islamische Schule für Kinder wurde 2007 außerdem eine Medersa gegründet.